# Kereszt tér

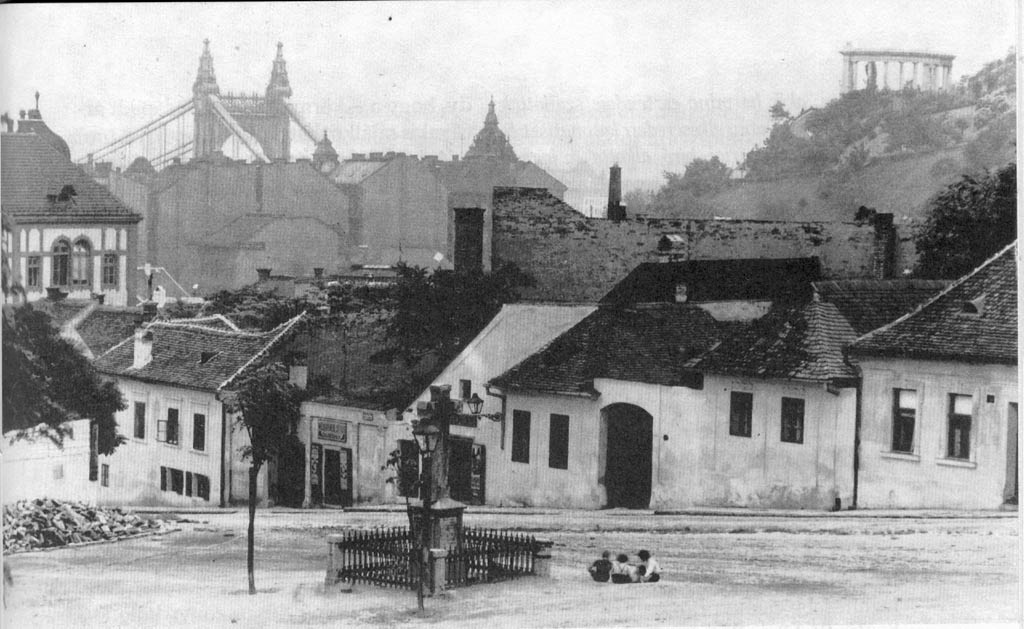
A Kereszt tér 1905-ben

A Kereszt tér a budai Tabán egyik közterülete volt 1937-ig, a városrész lebontásáig. A Kereszt utca, az Aranykacsa utca, a Harkály utca és az Eper utca találkozásánál terült el. Korábbi nevei: a 18. században Alte Friedhof Platz (Régi temető tér, majd Köteles tér, a 19. században a Kereszt utca és a Hadnagy utca között Kreuzplatz, 1874-től Kereszt tér. 1937-ben területrendezés miatt megszűnt. Közepén egy kőkereszt állott, mely az egykori szerb temető helyének állított emléket.